# Aspholmen Fastigheter
Aspholmen Fastigheter Aktiebolag är ett svenskt fastighetsbolag som specialiserar sig på att förvalta och utveckla kommersiella fastigheter och är verksam i Mälardalen (Uppsala, Västerås och Örebro). Fastighetsbolaget har 116 fastigheter med en sammanlagd yta på 618 000 kvadratmeter (m2) och till ett värde av omkring 6,6 miljarder SEK.
De ägs till 100% av Castellum Aktiebolag.